# White Salmon River
Il White Salmon River un affluente, lungo 71,3 km (44,3 mi), del fiume Columbia nello Stato di Washington in U.S.A. Ha origine sui pendii del Monte Adams e scorre nel Columbia River Gorge vicino l'insediamento di Underwood. Alcuni tratti del fiume sono stati inclusi nel National Wild and Scenic Rivers System. I principali affluenti del White Salmon River includono Trout Lake e Buck, Mill, Dry, Gilmer, e Rattlesnake Creeks.

## Inclusione nel National Wild and Scenic Rivers System
Nel 1986, il tratto inferiore del White Salmon River tra Gilmer Creek e Buck Creek è stata incluso nel National Wild and Scenic Rivers System. Nel 2005, il tratto superiore tra le sorgenti e il confine della Foresta Nazionale di Gifford Pinchot è stato anch'esso incluso. I due tratti che non sono contigui, raggiungono un totale di 44,6 km (27,7 miglia), dei quali 10,8 km (6,7 miglia) sono stati dichiarati "wild" e 35,9 km (22,3 miglia) "scenic".

## Turismo
Il White Salmon River è utilizzato per escursioni in barca quasi tutto l'anno. Un luogo popolare in cui vengono pubblicizzate le attività in zattera o kayak è la comunità non incorporata di  BZ Corner. L'area diurna di accesso include il parcheggio, i servizi igienici. Le escursioni guidate in acqua possono essere organizzate con allestitori commerciali con permessi speciali.

## Demolizione della Condit Dam
Il 26 ottobre 2011, la Condit Dam (diga Condit) sul White Salmon River è stata demolita da parte della PacifiCorp secondo un piano internazionale di dismissione. Ciò ha permesso al fiume di fluire senza impedimenti per la prima volta dopo quasi un secolo.